# متلازمة التهاب الكبد وموه التأمور
متلازمة التهاب الكبد وموه التامور مرض فيروسي يصيب الدواجن تسببه الحمات الغدّيّة.

## الأعراض
يظهر المرض على شكل :
- اٍسهال مخاطي مصفر
- فقر دم
- نسبة النفوق 60 %

## التشريح
يظهر تشريح الحيوانات المصابة بالمرض مايلي
- سوائل حول القلب (اْلتهاب)
- اٍحتقان في الجسم
- تضخم وهشاشة الكبد و الكلية

## الوقاية
هناك لقاح للحماية من المرض : هو عبارة عن لقاح زيتي غير حي للاٍستعمال تحت الجلد وفي عمر الأسبوع.

## وصلات خارجية
- الأمراض التي تصيب الدوجن من موقع البيطرة السورية نسخة محفوظة 10 ديسمبر 2007 على موقع واي باك مشين.